# Большая Крутоярка
Больша́я Крутоя́рка (в верховье Полуденная Крутоярка) — река в Полевском городском округе Свердловской области, левый приток реки Западная Чусовая. Длина водотока 10 км, водосборная площадь 35,2 км².
Истоки — на восточных склонах Уфалейского хребта. Впадает в Западную Чусовую в 24 км от её устья, недалеко от пересечения последней дорогой Кенчурка — Полдневая. Основной приток — Средняя Крутоярка (слева).